# Sur les terres fertiles
Sur les terres fertiles (titre original : Bereketli Topraklar Üzerinde) est un roman de l'écrivain turc Orhan Kemal. Paru dans sa langue d'origine aux éditions Remzi Kitabevi en 1954, il est traduit en français par les traducteurs Jacqueline et Kemal Bastuji et publié en 1971 aux Éditions Gallimard.
L'écrivain y décrit l'exode rural et la condition de l'ouvrier agricole poussé à tenter sa chance en ville pour pouvoir subsister. Le roman suit le parcours de trois paysans, qui quittent leur village d'Anatolie centrale pour la ville d'Adana, afin d'y trouver un travail plus lucratif.
En 1979, le réalisateur turc Erden Kıral adapte le roman au cinéma.
Le film a été restauré en 2008 avec l'aide de la Fondation Groupama Gan pour le Cinéma .